# Flöha
För andra betydelser, se Flöha (olika betydelser).
Flöha är en stad i Landkreis Mittelsachsen i förbundslandet Sachsen i Tyskland. Staden har cirka 10 000 invånare.